# Mahakapi Jataka

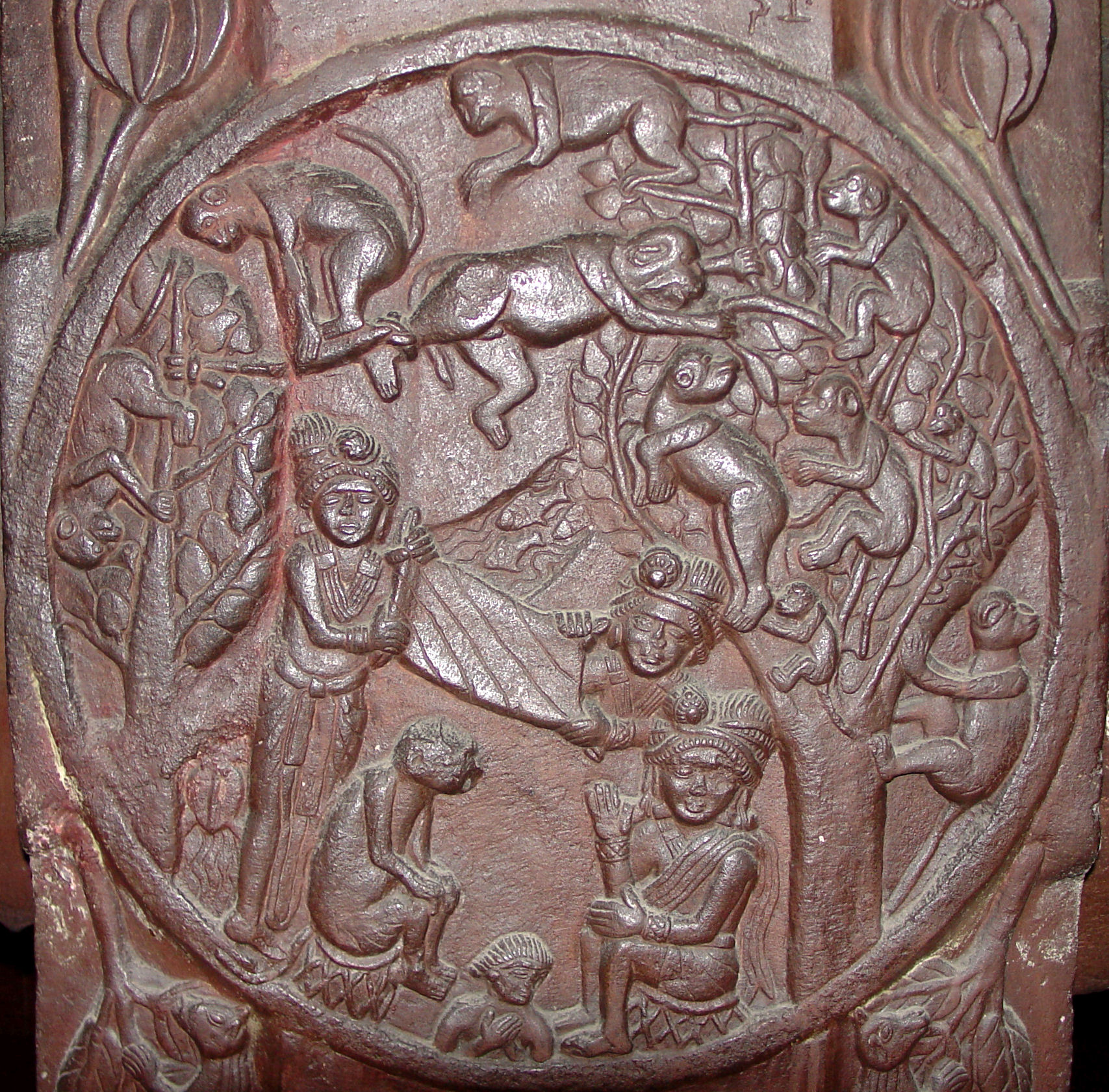
Mahakapi Jataka a Bharhut, II secolo a.C.

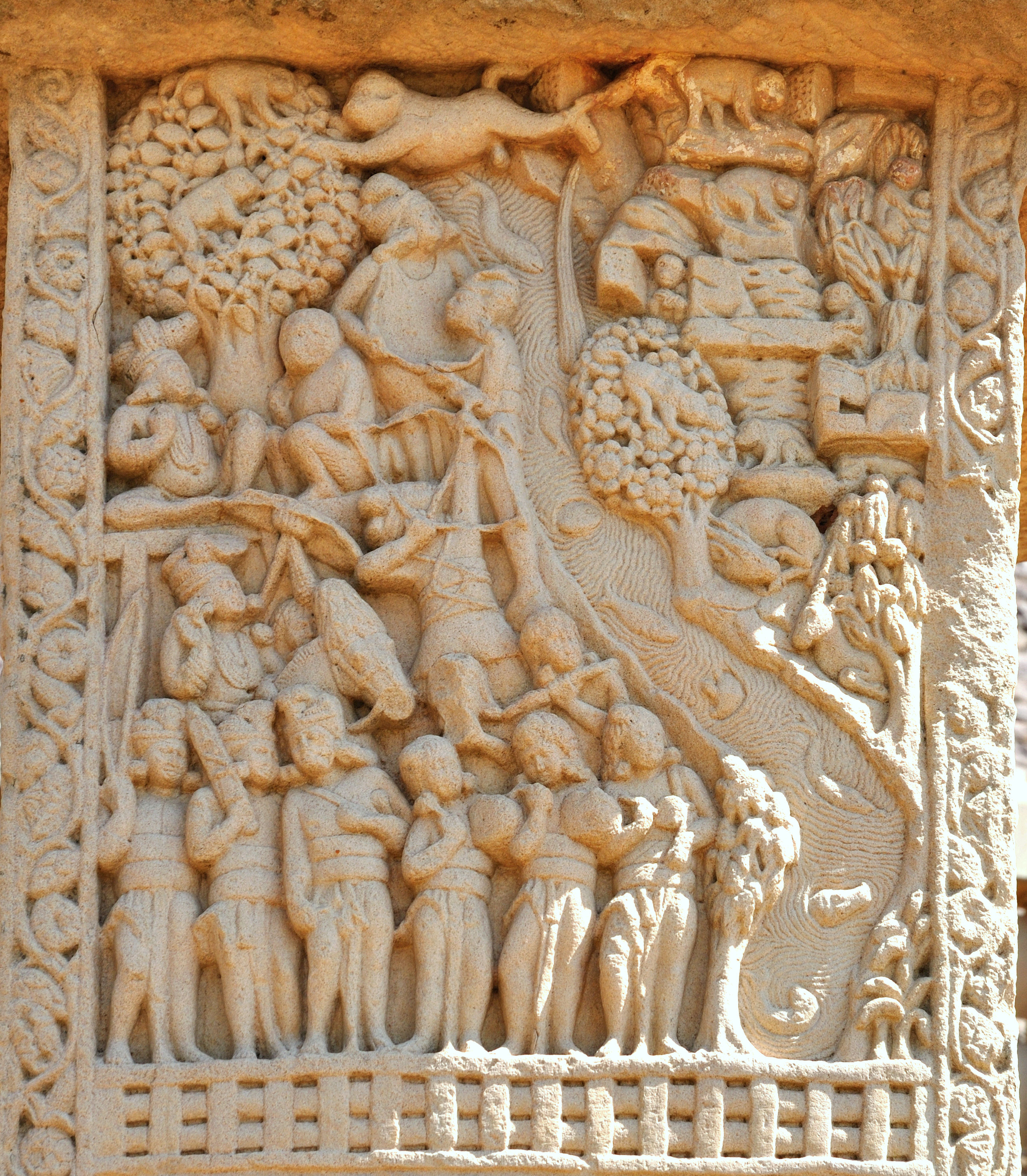
Mahakapi Jataka a Sanchi. Il Buddha, in una vita precedente come re di 80.000 scimmie, le aiuta a fuggire e a scavalcare un ruscello utilizzando il proprio corpo come un ponte. I secolo a.C.

Il Mahakapi Jataka è uno dei racconti Jataka o storie delle vite precedenti del Buddha, quando era ancora un Bodhisattva, come re delle scimmie.

## Storia
La storia racconta che il Bodhisattva nacque come una scimmia, governando oltre 80.000 scimmie. Vivevano in un luogo vicino al Gange e mangiavano i frutti di un grande albero di mango. Il re Brahmadatta di Benares, desiderando possedere i manghi, circondò l'albero con i suoi soldati, per uccidere gli animali, ma il Bodhisattva formò un ponte sul torrente con il proprio corpo e in questo modo permise all'intera tribù di fuggire in sicurezza.
Devadatta, il cugino geloso e malvagio del Buddha, era in quella vita una delle scimmie e, pensando che fosse una buona occasione per distruggere il suo nemico, saltò sulla schiena del Bodhisattva e gli spezzò il cuore.
Il re, vedendo la buona azione del Bodhisattva e pentendosi del suo stesso tentativo di ucciderlo, si prese cura di lui mentre stava morendo e poi gli diede le esequie reali.

## Raffigurazione a Bharhut
In questo racconto jataka il Buddha, in una precedente incarnazione come re scimmia, offre con abnegazione il proprio corpo come un ponte attraverso il quale le sue scimmie possono sfuggire a un re umano che le sta attaccando. Un breve tratto del fiume, attraverso il quale stanno fuggendo le scimmie, è indicato da disegni di pesci. Direttamente sotto, gli umani impressionati stanno tendendo una coperta per prenderlo quando cadrà. In fondo (narrazione continua), il futuro Buddha ora recuperato predica al re.

## Raffigurazione a Sanchi
Lungo il pannello del rilievo di Sanchi (Stupa n. 1, porta occidentale) scorre, dall'alto verso il basso, il fiume Gange. A sinistra, in alto, c'è il grande albero di mango a cui sono aggrappate due scimmie, mentre il re delle scimmie è disteso attraverso il fiume dall'albero di mango alla sponda opposta, e sul suo corpo alcune scimmie sono già fuggite per le rocce e le giungle al di là.
Nella parte inferiore del pannello, a sinistra, c'è il re Brahmadatta a cavallo con i suoi soldati, uno dei quali con arco e frecce sta mirando in alto verso il Bodhisattva. Più in alto nel pannello si ripete la figura del re, seduto sotto l'albero di mango che conversa con il Bodhisattva morente, che, secondo la storia Jataka, diede al re buoni consigli sui doveri di un capo.